# Yale (Oklahoma)
Yale es una ciudad ubicada en el condado de Payne en el estado estadounidense de Oklahoma. En el año 2010 tenía una población de 	1227 habitantes y una densidad poblacional de 511,25 personas por km².

## Geografía
Yale se encuentra ubicada en las coordenadas 36°6′53″N 96°41′54″O / 36.11472, -96.69833 (36.114708, -96.698469).

## Demografía
Según la Oficina del Censo en 2000 los ingresos medios por hogar en la localidad eran de $23,403 y los ingresos medios por familia eran $30,714. Los hombres tenían unos ingresos medios de $26,630 frente a los $15,813 para las mujeres. La renta per cápita para la localidad era de $11,346. Alrededor del 19.5% de la población estaban por debajo del umbral de pobreza.
Es la ciudad natal del músico de jazz Chet Baker.